# Fraichiches
Les Fraichiches, Frachiches ou Frechich ou encore Ferchich (berbère : Fraycic, Iferchichiyen ; arabe : الفراشيش) sont une confédération tribale tunisienne tantôt présentée comme berbère, tantôt comme arabe, autrefois qualifiée de tribus arabo-berbères (ou sang-mêlés) dû au fait d'être arabophones au début du XXe siècle.
Établie dans les plaines de la Haute Steppe occidentale de la Tunisie méridionale, entre Thala et Thélepte (Feriana), elle forme une alliance de sécurité pour la majeure partie des populations vivant principalement dans les régions de Kasserine et de Thala en Tunisie. En Algérie les Fraichiches occupèrent les régions à proximité de la ville de Tebessa et de la frontière algéro-tunisienne (Bir el Ater, Oum Ali, Sefsaf el Ouesra, El Ma Labiodh, El Bekaria, El Kouif, Ras el Aïoun et Aïn el Bey),,,,,.
Ils ont pour rivaux les Jlass, les Nemencha algériens et les Hamama, et pour alliés les Beni Zid et les Madjer.
La tribu des Fraichiches est connue pour être opposée au pouvoir beylical et protégaient ainsi que gouvernaient indépendamment leurs région,,,,,. Le caïdat des Fraichiches (la majeure partie de l'ancien gouvernorat de Kasserine appelé au temps du protectorat le controle civile de Thala regroupa également le caïdat des Madjers ayant pour chef-lieu Sbiba) avait pour chef-lieu Thala, où résidaient le caïd des Fraichiches, le khalifa, ainsi que le cadi des Ouled Ali et des Ouled Nadji (fractions des Fraichiches). En revanche, le khalifa et le cadi des Ouled Ouezzez résidaient et administrèrent à Feriana.

## Histoire

### Origines
La tribu des Fraichiches est historiquement liée aux Frexes, un peuple berbère guerrier décrit fort autant à cheval qu'à pieds,, de l'Antiquité très ancienne dans la région, qui est mentionné par Corippe et dont les descendants les Fraichiches ont conservé la réputation,,. Joseph Partsch et Charles Diehl indiquent que la localisation actuelle des Fraichiches correspondait bien à une partie de la Byzacène antique, et aussi à un paysage de moyenne montagne compatible avec les premiers exploits d'Antalas.
L'historien Gabriel Camps, spécialiste du monde berbère, souligne une analogie évidente entre le nom des Fraichiches et celui des Frexes, mentionnés à plusieurs reprises dans la Johannide de Corippe. Il est en effet très probable que "Frexes" pourrait être une transcription latine romaine du nom "Frechich". Cette hypothèse repose sur plusieurs éléments : la même position géographique, une appartenance ethnique commune et une histoire similaire. Ces trois critères permettent d'affirmer que les deux groupes sont en tout point semblables. Il avance notamment que ces Maures occupent durant le VIe siècle la Byzacène occidentale (dorsale tunisienne et hautes steppes) et qu'il semble bien que leur chef, Antalas, plutôt que de régner sur le prétendu « royaume de la Dorsale » évoqué par Christian Courtois, étend alors son autorité sur la vaste steppe coupée de petits massifs propices aux embuscades et qui est restée le domaine des Fraichiches. L'historien français Charles Monchicourt, qui désigne les Fraichiches comme « les antiques fils des Frexes », rappelle que les Ouled Ali, Ouled Nadji et Ouled Ouezzez ont fondé des caïdats et joui d'un périmètre bien délimité, leurs chefs habitant Thala, Foussana et les environs de Kasserine.
Ahmed Sayyadi indique que Tissot, Courtois, Desanges, Diehl, Jean Despois ainsi que Modéran tous rattachent les Fraichiches aux Frexes. Ali Bouaziz confirme également que les Frexes sont très probablement les ancêtres des Fraichiches. Charles Diehl affirme que les Frexes, qu’il considère comme les ancêtres des Fraichiches, étaient l’une des tribus autochtones les plus importantes. Il souligne que leur nom a peu changé au fil du temps et que, jadis comme aujourd’hui, ce peuple occupe un territoire s’étendant de Fériana (Thélepte) à Tébessa et Thala. Il décrit également les Frexes comme une population redoutable, capable de dominer les tribus environnantes et de repousser les envahisseurs étrangers, notamment les Vandales, grâce à leurs forces prestigieuses. Cette situation rappelle celle des Fraichiches à l’époque moderne et contemporaine, souvent décrits comme de redoutables guerriers, cavaliers et fantassins, redoutés des populations voisines et opposés aux envahisseurs français et ottomans, à l’image de leurs ancêtres Frexes,,,,. Les Frexes furent signalés à maintes reprises dans des zones reconnues comme ayant appartenu au caïdat des Fraichiches et Madjers, tel que les alentours montagneux de Theveste (Tebessa) par Procope (qui ne les mentionnent que comme Maures de Byzacène), à Cilium (Kasserine) par Jordanès.
Des personnalités telles que Lucien Bertholon ou Ernest Fallot évoquent une origine arabe, notamment hilalienne. Cependant, Lazhar Mejri insiste sur l'origine berbère des Fraichiches et Mejer en les décrivant comme la définition du mot Imazighen (« hommes libres »).
Si, pour Monchicourt, la plupart des Fraichiches sont considérés comme descendants de Chich, lieutenant du patrice Grégoire tué après la prise de Sbeïtla en 647, à l'exception des Forda et des Zaaba (Ouled Ouezzez), des El Harakta (Ouled Nadji) ainsi que des Ouled Rhida (Ouled Ali),, Ouled Sidi Bou Rhanem (Ouled Nadji) et Benana (Ouled Ali) qu'il décrit comme maraboutiques, Camps et André Martel jugent cette théorie fantaisiste même si cette tradition a l'intérêt de montrer que les Fraichiches se considèrent comme autochtones.

### Époque moderne
Au XVIIIe siècle, les Fraichiches et Madjer sont réunis sous la même autorité d'un caïd qui réside à Sbeïtla mais sont séparés et fractionnés après la signature du traité algéro-tunisien de 1821. Les caïds Fraichiches exercèrent à de nombreuses reprises le commandement des tribus Madjers, leurs alliés. Parmi eux, on peut citer Hadj Gaïed (des Ouled Ali), Hadj Harrat ben Mohamed el Ferchichi (des Ouled Nadji), qui dirigea les Madjers lors de l'insurrection contre le protectorat français, et Ali Sghir (des Ouled Ouezzez). En 1881, bien qu’il ne fût pas encore officiellement caïd de tous les Fraichiches, Ali Sghir avait déjà sous son commandement officiel pas moins de 10 000 tentes, incluant les Madjers (Cheketma et Fouad) ainsi que les Ouled Nadji. Toutefois, ces derniers, désobéissant aux décrets du Bey de Tunis, refusèrent de reconnaître tout autre chef que Hadj Harrat, qui lui-même ignora les ordres concernant sa révocation,.
Un autre caïd, plus ancien, Gaddoum el Ferchichi (le laqab al-Farashishi indiquant un homme originaire de la tribu des fraichiches), exerça également le commandement sur la tribu des Madjers. Ce caïd se révolta notamment contre les Beys de Tunis. Le voyageur Barth rapporta avoir été empêché de traverser certains territoires en raison des Fraichiches, a cause de ce comportement et leurs circonstances ils furent décrits comme "sauvages et indépendants" d'après Charles Monchicourt.
En 1853, les Fraichiches attaquent Tébessa en Algérie française dans le cadre de leur conflit avec les Nemencha indiquent Gabriel Camps et André Martel. Cette attaque était probablement aussi une contestation de l'occupation de la ville par les Français depuis 1851 par l'intermédiaire d'un "Chérif" de Tunis du nom de Ammar ben Guedida incitant les Fraichiches au combat,. En 1854, une publication de Nathan Davis, un voyageur ayant traversé la région des Fraichiches, rapporte qu’un certain fils de Smeeda fut nommé gouverneur des Fraichiches par l’administration beylicale, avec le soutien des Drides, une tribu makhzen. Escorté par des cavaliers d'un détachement du fier chef des Drides, le jeune gouverneur, étranger à la région, suscita une vive opposition. Offensés par la destitution de leur ancien caïd et l’imposition d’un enfant comme dirigeant, les Fraichiches, soutenus par les partisans de l’ex-gouverneur, attaquèrent l’escorte, tuant des cavaliers Drides et forçant les survivants à fuir. L’affaire se résolut finalement à l’amiable, les Fraichiches et les Drides reprenant leurs échanges commerciaux, notamment de bêtes comme les chameaux. 
En 1862, une fraction des Fraichiches des Ouled Nadji, les Ouled Sidi Bou Ghanem, refusa de payer les taxes imposées par les colonnes expéditionnaires des autorités beylicales et migra en Algérie. Cette migration suscita l’agacement des autorités françaises,. En 1864 (1281 de l'hégire), les Fraichiches mènent à nouveau des expéditions dans l'est algérien, notamment chez les Ouled Abd-Nour et les Ouled Sidi Yahia. Dans un rapport daté du 21 mai, le préfet français du Constantinois Benoît Simon Lapaine informe le gouverneur général d'Alger le duc aimable pélissier que les Fraichiches ont vigoureusement attaqué leurs postes indigènes du côté de Tébessa, soulignant ce qu'ils considèrent de leur part comme un acte d'arrogance,. La même année, lors de l'insurrection de la mejba, les Fraichiches et les Madjer conduits par Ali Ben Ghedhahem multiplient leurs raids en territoire soumis et menacent Gabès. Leur pression est suffisante pour obliger le général Sélim à rembourser les contributions perçues sur les citadins de cette ville et à abandonner son camp. À la suite de ces événements les Hamama réussissent à surprendre les rebelles et les Madjers perdirent 150 hommes (tandis que les pertes Hamamas furent moindres) et de nombreuses montures.
À la suite des sanglants évènements de 1864 avec les Hamama vers Gabes, les Fraichiches se retournèrent contre leurs alliés des Beni Zid, leur adressant des reproches, voire des menaces, au travers de la poésie. L’historien Lazhar Mejri rapporte que dans leurs poèmes, les Fraichiches évoquaient "Wala Al-Arsh Al-Ahmer" (littéralement "la loyauté envers le trône rouge", bien que le terme âarch désigne plutôt une grande tribu). Ils exigeaient ainsi la fidélité de leurs alliés du soff Bachïa(Cheddad), tout en se désignant eux-mêmes comme la « tribu rouge », ils menacent également de vengeance par coups de fusils pour se rendre justice . On note plus tard dans une représentation de la bataille de Haïdra du 18 octobre 1881, entre les troupes françaises et les guerriers fraichiches que ces derniers portent un étendard rouge et sont habillés en partie en rouge, montrant que cette couleur a une importance symbolique de souveraineté chez les tribus fraichiches qui possèdent leur propre domaine dans la dorsale tunisienne, que l'on peut décrire comme une chefferie sous forme caïdale connue pour ses révoltes et ses prises de positions souvent opposées au pouvoir beylical, la tribu et sa région sont un problème historique au point où certains parlent de sa « culture de la dissidence » et de sa « tradition belliqueuse autonomiste » de l'Antiquité, avec la guerre des Mercenaires et celle des Musulames-Gétules de Tacfarinas, jusqu'à l'époque moderne, avec les révoltes de Thala-Kasserine et de Sidi Bouzid,.
En 1869, les Fraichiches, Madjers et Zeghalma, en représailles aux actes de maraudage des Ouled Sidi Yahia ben Taïeb, lancèrent une attaque contre deux de leurs douars de la fraction des Merazgas avec environ 1 300 à 1 500 fantassins. Cette opération, menée par le caïd des Ouled Ali (Fraichiches) avec le soutien des Ouled Amran (Madjers), causa 23 morts (17 hommes et 6 femmes) et des pertes estimées à 37 230 francs.
Si Brahim ben Belgacem, frère du caïd des Ouled Sidi Yahia Sidi Lakhdar, partit avec cinq cavaliers observer les mouvements des assaillants autour de Thala et rapporta aux autorités françaises que plusieurs caïds étaient complices et avaient reçu leur part du butin, notamment le caïd des Zeghalma (Ounifa) à Kalaat Djerda, le caïd des Ouled Ali et des Madjers el Hadj Gaïd au Djebel Bou el Haneche, ainsi que le caïd Ali Sghir des Ouled Ouezzez et Nadji (Fraichiches) à Foussana.
La zaouïa d’el Hadj Cheffaï, située entre Thala et Haïdra, accueillit les vainqueurs avec leurs étendards et participa au partage du butin. L’attaque fut une riposte aux pillages menés depuis au moins février par des maraudeurs des Ouled Sidi Yahia dans la région de Haïdra, ce qui avait poussé les Haouafedh (fraction des Ouled Ali) à attaquer les Betaïchias (Ouled Sidi Yahia) en avril tout en les ayant dépouillés. D’autres raids des Fraichiches visèrent aussi les Nemenchas de la fraction Brarchas. Toutefois, l’attaque des douars Merazgas des 23 et 24 décembre fut l’événement le plus marquant de cette escalade des hostilités. 
Le caïd des Ouled Ali est mentionné dans plusieurs ouvrages parus entre 1862 et 1881, témoignant de son long règne sur cette fraction des Fraichiches. En avril 1862, il campa avec sa smala au Djebel Semmama, près de Kasserine et de ses ruines romaines. Son camp était protégé par des chiens dressés à cet effet. Il remit un teskéré (laisser-passer Musulman de l'Empire Ottoman, dit "passeport rouge" rappelant encore une fois la couleur Fraichiche) à l'explorateur Victor Guérin, qui se rendait à Thala et Haïdra après qu'il a séjourné environ 3 jours dans le camp des Ouled Ali au Djebel Semmama où il fut reçu avec hospitalité et bienveillance. Guérin indiqua d’ailleurs que ces deux villes étaient sous la juridiction du caïd des Ouled Ali.
Dans la nuit du 23 au 24 décembre 1869, il fut tenu pour responsable de l'attaque contre les Ouled Sidi Yahia ben Taïeb, ayant réuni un contingent de 1 300 fantassins des Ouled Ali et des Amrans (Madjers), selon le ministère des Affaires étrangères français.
En 1881, il fut décrit comme un vieil homme aspirant à la paix, mais, contrairement à Ali Sghir des Ouled Ouezzez, il ne tenta pas d’empêcher la mobilisation des Fraichiches contre les Français. Ali Sghir échoua à convaincre son collègue caïd et les Ouled Ali de renoncer au combat. Ces derniers étaient déterminés à se battre, et Hadj Gaïd laissa même un prédicateur algérien, Ali ben Amor, originaire de Sidi Okba (près de Tolga et Biskra), prêcher la guerre sainte contre l’occupant français à Thala. Cet appel renforça la mobilisation des Ouled Ali, qui rejoignirent Hadj Harrat, chef insurrectionnel des Fraichiches et caïd des Ouled Nadji, fervent défenseur de la lutte contre l'occupation,. Plus tard, un nouveau chef des Ouled Ali émergea : Si Abdessalem, fils de Hadj Gaïd. Il succéda à son père vers la fin du XIXᵉ siècle et le début du XXᵉ siècle. Son laqab, el Ferchichi, confirme son appartenance à la tribu des Fraichiches. Par ailleurs, le cadi (juriste du caïdat des Ouled Ali) était Si Belgassem, fils de Abdessalem. Les smalas des Ouled Ali occupaient les régions situées entre Sbeïtla et Kasserine. Leurs dignitaires jouaient un rôle important dans la gouvernance du caïdat Fraichiche, influençant ainsi l’organisation politique et administrative de la confédération tribale.
En 1881, décimés par la famine de 1867 et le choléra, les Fraichiches jouent un rôle limité lors de la lutte contre la colonisation française. Le 24 avril, ils attaquent sans succès l'armée française, ce qui se solde par une perte d'une dizaines d'hommes. Le lendemain, la tribu voisine des Majer leur vient en aide et attaque le camp français. Le mouvement insurrectionnel est dirigé par le caïd des Ouled Nadji, El-Hadj Harrat. En juillet, ils se regroupent autour de Sbeïtla, arrivent à pénétrer en Algérie en août et gagnent la vallée de l'oued Mellègue avant de participer à la prise de Kairouan en déposant les représentants Beylicales avec les Zlass,. Plus tard quelques jours avant la confrontation de la mi-octobre, les Fraichiches et les Madjer sont signalés pour avoir perpétré une razzia entre Ras El Aioun et Tébessa en Algérie. Le 16 octobre, la colonne du général divisionnaire Forgemol se trouve dans cette région et fait une halte à Bekkaria. Le 18, la brigade dirigée par le général de brigade Théophile Bonie et appuyée par des goums est attaquée par un groupe de 200 à 300 cavaliers fraichiches, qui usent ensuite d'une retraite stratégique dans des terrains boisés avant d'être finalement vaincus,. D'autres précisions sont apportées par le correspondant du journal Le XIXe siècle. Le mardi 27 septembre 1881, Le Pays rapporte que les nouvelles en provenance de Tunis de la veille sont préoccupantes, car les tribus auparavant neutres prennent les armes. Les Fraichiches furent les premiers à initier les hostilités contre les Français, en détruisant la ligne télégraphique reliant la région à l'Algérie et en tenant en échec la garnison du Kef. Cette situation et description rappelle la description de Corippe concernant les Frexes de l'Antiquité tardive a l'encontre d'autres colons européens (Vandales et Byzantins),.Le 30 septembre, Ali ben Ammar, caïd des Ouled Ayar, mena par l'intermédiaire de son frère le massacre de l'Oued Zergua. Deux jours plus tard, le 2 octobre, il dirigea également le combat de Testour contre le Bey el Mahalla Ali (Bey du camp, Prince Héritier de la Tunisie Beylicale ayant commande sur les forces armées), mobilisant plusieurs contingents tribaux, parmi lesquels figuraient des Fraichiches et il fut trahit par des contingents Drides connus pour leurs dévouement au pouvoir Beylicale qui l'attaquèrent en plein combat notamment par les intrigues de Ali Bey. 
Toutefois, les forces françaises soumettent les tribus les unes après les autres, la colonne Forgemol se heurtant aux Fraichiches renforcés par des Hamama (3 000 combattants rejoints par 300 Ouled Ayar déjà défaits à Testour), les tribus les plus puissantes dont les Fraichiches, les Hamama et les Jlass ayant fait pression sur les plus petites tribus pour prendre les armes, ; ils sont toutefois défaits le 25 octobre, conduisant El-Hadj Harrat et ses partisans à se réfugier en Tripolitaine. Dans ce contexte, Ali Sghir, décrit opposé à la lutte armée même s'il fut au début hésitant et comme minoritaire parmi les Fraichiches, tente de mettre à disposition des autorités françaises ses cavaliers et moyens de transport. Menacé de toutes parts, il est contraint de gagner l'Algérie avec un petit groupe et de nombreuses fractions (notamment Ouled Asker) sous son commandement l'abandonnent et complotent contre lui et rejoignent le Hadj Harrat. Après 1881 et l'instauration du protectorat français, il devient le caïd de l'ensemble des Fraichiches. Durant son mandat, il fait accompagner des colonnes françaises jusqu'aux frontières de la Tripolitaine, son neveu Mohamed ben Salah étant envoyé à la tête de 250 cavaliers pour secourir le capitaine Deporter à Tozeur et faire fuir des Hamamas en révolte. Cependant, opposé au bey, Sghir est destitué et emprisonné. Le général Philebert expliqua que le maintien de l'ordre par le caïd était exceptionnellement efficace grâce à ses forces, qualifiées de prestigieuses. En effet, jusqu'à Djilma, aucun représentant de l'autorité beylicale ni troupes n'était stationné, laissant la région à l'abandon. Cette description des forces prestigieuses rappelle celle de Diehl à propos des Frexes,. Ali Sghir fut décrit comme un homme grand et beau, dont la smala s'étendait sur au moins un kilomètre carré, protégée par des chiens qui ne laissaient personne s'approcher à moins de 100 mètres. Sa tente, située au centre de ce vaste camp tribal, représentait l'épicentre de son autorité. Sa maison, qui abritait sa famille, ses domestiques ainsi que des personnages importants de sa tribu, était divisée en deux parties : l'une dédiée à ses appartements privés, l'autre servant aux affaires de la tribu, avec une salle d'audience où il rendait justice dans toutes les affaires concernant sa communauté. La smala de Ali Sghir était tellement vaste que des rues se formaient au sein du camp, et des activités se déroulaient de part et d'autre, donnant l'impression d'une communauté vivante et bien organisée.
En avril 1883, le résident général de France en Tunisie et le commandant des corps d'occupations écrivent sur la situation des Fraichiches, indiquant qu'ils refusent de payer des taxes aux autorités beylicales et françaises d'Algérie et qu'ils occupent le territoire qu'ils revendiquent contre les Nemencha dans la région de Djebel Bou Roumane, Bekkaria et d'autres territoires dans le prolongement des montagnes de la dorsale tunisienne de fait ils agacés les autorités des deux pays.
En 1887, les Ouled Ali et les Ouled Nadji sont regroupés sur le plan administratif. En 1891, les Ouled Ouezzez et les Ouled Sidi Tlil sont également réunis. Enfin, en 1896, les deux caïdats sont fusionnés pour en former un seul, celui des Fraichiches. Ces derniers demeurent en territoire militaire jusqu'en 1895 et ne sont soumis à la conscription qu'en 1897. Leur caïdat et celui des Madjer sont finalement réunis dans la circonscription du contrôle civil de Thala. L'Association française pour l'avancement des sciences les décrit en 1896 comme vigoureux, intelligents, assez instruits, très attachés à leur sol et acquis à l'influence française.
Les 26 et 27 avril 1906, les Fraichiches se révoltèrent, encouragés par le prédicateur algérien Amor ben Othmane, originaire de Souk Ahras. Cette insurrection visait à lutter contre leur marginalisation et leur pauvreté, aggravées par la confiscation de leurs terres. La répression fut particulièrement sévère. Toujours en fin du mois d’avril 1906, un escadron de Tebessa du 3ᵉ régiment de Spahis algériens fut déployé contre les Fraichiches dans la région de El Ma Labiodh, en Algérie. Ce territoire, occupé par les Fraichiches, faisait l’objet de revendications de leur part lors des négociations avec les autorités françaises. Cet événement témoigne qu’en 1906, les Fraichiches continuaient à occuper les territoires qu’ils réclamaient en Algérie,.
Entre 1915 et 1918, plusieurs tribus tunisiennes, notamment les Fraichiches, prirent part à une révolte contre l'autorité coloniale française. Dans ce contexte, Mohamed Daghbaji déserta l'armée française et s'engagea dans la lutte contre les forces coloniales, utilisant la Tripolitaine comme base arrière pour ses replis stratégiques. L'insurrection des populations du sud tunisien, ainsi que celle des Fraichiches, ne cessa véritablement jamais, constituant un foyer de résistance durable. Plus tard, ces mêmes communautés fournirent des combattants aux fellaghas, qui poursuivirent la lutte contre la présence coloniale française au Maghreb au cours du XXe siècle.
D'après André Martel, dans un discours prononcé le 29 octobre 1964 à Sidi Bouzid, le président tunisien Habib Bourguiba mentionna à deux reprises les Fraichiches. Il décrivit leurs cavaliers comme ayant une réputation d'esprit chevaleresque, fougueux, fiers et nobles. Il les associa également à d'autres grandes tribus ayant participé à une fantasia à Kairouan, à laquelle le président avait assisté, soulignant ainsi la dimension populaire et culturelle de cet événement,.
Lors du printemps arabe de 2011, les populations du gouvernorat de Kasserine, incluant plusieurs villes historiquement associées aux Fraichiches, participèrent activement aux mouvements de protestation. Dans un élan de solidarité, les manifestants scandèrent des slogans évoquant la tribu des Fraichiches, tels que "Fraichich Ahom Ahom" et "El Gasrin Bled el Fraichich", faisant de cette référence un symbole de rébellion et de dignité pour la région. Ces slogans dénonçaient une injustice perçue et appelaient à une meilleure reconnaissance des droits et conditions de vie des habitants.
L'histoire de Kasserine et de sa région est intrinsèquement liée à celle de l'ancien pays gouverné par l'entité des caïds Fraichiches, qui furent destitués avec l’avènement de Habib Bourguiba. Ce dernier initia un processus de détribalisation et de territorialisation de l’espace tunisien, transformant un système beylical anciennement très décentralisé. À l’époque beylicale, l’autorité centrale ne gouvernait pas directement les régions comme celle des Fraichiches, se limitant à des incursions périodiques avec des colonnes expéditionnaires pour collecter les impôts et manifester une présence minimale.
Le recours symbolique aux Fraichiches en 2011 et d'autres protestations en 2016 reflétait la dénonciation d’un cadre de vie difficile, mal supporté par une population marginalisée et révoltée contre sa condition. Ce mouvement ne reflétait pas le tribalisme, mais le régionalisme, motivé par la défense des intérêts communs et la quête de justice sociale. Cette mobilisation faisait écho aux révoltes des Fraichiches contre les Beys de Tunis, illustrant ainsi une continuité historique dans la lutte morale pour la dignité et la justice, en particulier dans les régions de l’intérieur, telles que Kasserine, où les habitants, comme leurs prédécesseurs et autres Tunisiens en général notamment de l'intérieur des terres, cherchent à surmonter les difficultés qui entravent leur développement.

## Mode de vie

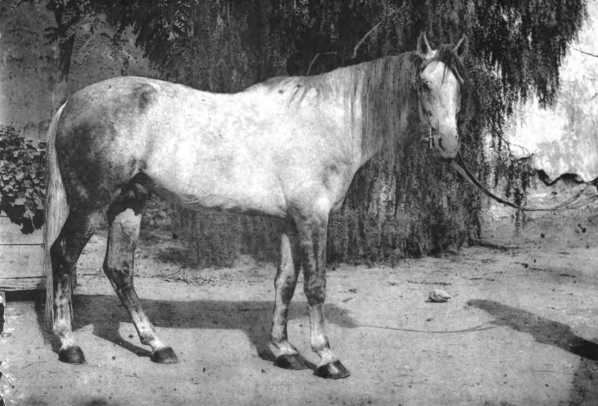
Etalon Barbe de la tribu des Fraichiches provenant d'une publication de 1893 de Eugène Aureggio.

Historiquement, les Fraichiches constituent une tribu semi-nomade qui pratique un nomadisme pastoral (moutons barbarins et caprins) associée à une petite céréaliculture, la région cultive notamment de l'orge, du maïs et du blé. Lecore-Carpentier signale que la région pourrait produire une quantité beaucoup plus importante de céréales, étant donné sa grande fertilité. Elle abrite de nombreux arbres fruitiers, des vignes, des oliviers et des noyers, témoignant de sa richesse agricole. Certains endroits, tels que Djerda Oulad-Rhida, Afrane, Kasserine et Foussana, sont particulièrement propices à la culture des céréales. À la fois pasteurs et agriculteurs, l'Association française pour l'avancement des sciences indique en 1896 qu'ils ensemencent environ 16 000 hectares dans les bonnes années et ne possèdent pas moins de 75 000 moutons, 4 000 chameaux, 2 000 bœufs et 30 000 chèvres. Ses forgerons sont par ailleurs connus pour leur savoir-faire.
L'alfa pousse sur une grande partie du territoire Fraichiche, où les habitants le cueillent pour leurs besoins domestiques et l’exportent à Tébessa dans le cadre du commerce. En complément, la laine est également vendue localement. Dans les années 1840 et 1850, la laine des Fraichiches fut signalée comme la plus estimées sur le marché méditerranéen et tunisien. Cependant, son taux d'exportation demeurait relativement faible, le marché de la laine ne rapportant qu'environ 100 000 francs annuels à la Tunisie.
L’industrie artisanale locale produit des burnous et des haïks, utilisés par les membres des tribus, ainsi que des couffins et des nattes en alfa. Les commerçants et les clients fréquentent les marchés de Thala, du Kef, de Guemouda et de Tébessa pour échanger ces produits. Le marché de Tébessa est privilégié par les Fraichiches, car ils y trouvent des prix de vente plus rémunérateurs pour leurs produits et une meilleure facilité d’approvisionnement. 
La tribu est aussi réputée cavalière et guerrière. Charles Monchicourt avance que ses membres ont une aversion marquée pour les étrangers ayant cela encore plus que les Ouled Ayar, et Ouartanes d'une manière instinctive et irraisonnée, rejetant les groupes allogènes avec une rudesse de « montagnards bornés farouches » qui leur vaut l'épithète de kochkhane, signifiant « hébétés, difficiles à comprendre »(au singulier kochekh).

## Composition
Les Fraichiches sont constitués de trois fractions principales, à savoir :
- les Ouled Ali (Haouafed, Oulad-Rhida, Guemata, Aiachera, Zemala[34]) autour de Thala et Haïdra[76] ;
- les Ouled Nadji (Ouled Mafoud, Ouled El Haj, Harakta) autour de Foussana[76] ;
- les Ouled Ouezzez ou Ouzzel[2] (Ouled Askar, Afial, El Fourda, Baata, Ouled Moussa Ben Abenoud, Hanadra, Zaaba, Skarnia, Ouled Bou Laba) autour de Kasserine[76].

Dans le registre du secrétariat général du gouvernement tunisien qui recense la nomenclature et la répartition des tribus en 1900, ils sont subdivisés en multiples caïdats, cheikhats, fractions et sous-fractions.
L'une des plus importantes confédérations tribales tunisiennes, elle comptait environ 46 000 personnes en 1857, selon des statistiques basées sur les taxes. Cependant, les Fraichiches très guerriers, pas amicaux avec les colonnes expéditionnaires souvent étaient peu enclins à s'en acquitter auprès des autorités beylicales cela peut-être n'affiche pas leurs populations au complet,. En 1896, les effectifs des Fraichiches sont cependant réduits : les Ouled Ouezzez comptent 9 000 individus, les Ouled Ali 5 900 et les Ouled Nadji 4 400 selon les estimations de l'Association française pour l'avancement des sciences, ce qui est bien inférieur aux estimations de 1857. Cette diminution, qui s'explique probablement par la famine de 1867 et le choléra, fait aussi chuter le nombre de combattants de plus de 10 000 à seulement 4 000 sans compter les conflits successifs. En 1901, les Ouled Ouezzez sont estimés par Charles Monchicourt à 13 000 membres, les Ouled Ali à 12 000 et les Ouled Nadji à 7 500, soit une évolution positive par rapport aux estimations de l'Association française pour l'avancement des sciences.